# Condado de Poweshiek
El condado de Poweshiek (en inglés: Poweshiek County, Iowa), fundado en 1843, es uno de los 99 condados del estado estadounidense de Iowa. En el año 2000 tenía una población de 18 815 habitantes con una densidad poblacional de 12 personas por km². La sede del condado es Montezuma.

## Historia
El Condado de Poweshiek, se formó en 1843. Fue nombrado por el jefe de los indios Fox.

## Geografía
Según la Oficina del Censo, el condado tiene un área total de 1518 km² (586,1 mi²), de la cual 1515 km² (584,9 mi²) es tierra y 3 km² (1,2 mi²) es agua.

### Condados adyacentes
- Condado de Tama norte
- Condado de Iowa este
- Condado de Keokuk sureste
- Condado de Mahaska sur
- Condado de Jasper oeste

## Demografía
En el 2000 la renta per cápita promedia del condado era de $37 836, y el ingreso promedio para una familia era de $46 599. El ingreso per cápita para el condado era de $18 629. En 2000 los hombres tenían un ingreso per cápita de $32 781 contra $22 465 para las mujeres. Alrededor del 9.80% de la población estaba bajo el umbral de pobreza nacional.
| 1900   | 1910   | 1920   | 1930   | 1940   | 1950   | 1960   | 1970   | 1980   | 1990   | 2000   |
| ------ | ------ | ------ | ------ | ------ | ------ | ------ | ------ | ------ | ------ | ------ |
| 19 414 | 19 589 | 19 910 | 18 727 | 18 758 | 19 344 | 19 300 | 18 803 | 19 306 | 19 033 | 18 815 |

## Lugares

### Ciudades y pueblos
- Barnes City
- Brooklyn
- Deep River
- Grinnell
- Guernsey
- Hartwick
- Malcom
- Montezuma
- Searsboro

### Principales carreteras
- Interestatal 80
- U.S. Highway 6
- U.S. Highway 63
- Carretera de Iowa 21
- Carretera de Iowa 85
- Carretera de Iowa 146